# Chamoli Gopeshwar
Chamoli Gopeshwar (lub Gopeshwar) – miasto w północnych Indiach w stanie Uttarakhand, na pogórzu Himalajów Wysokich.
Populacja miasta w 2001 roku wynosiła 19 855 mieszkańców.